# L'oro di Sharpe
L'oro di Sharpe (Sharpe's Gold) è un romanzo storico scritto da Bernard Cornwell ed è ambientato durante le guerre napoleoniche. È conosciuto anche con il titolo Sharpe's gold: Richard Sharpe and the destruction of Almeida, August 1810
Il romanzo fa parte della serie Le avventure di Richard Sharpe ed è preceduto da Le aquile di Sharpe. Pur essendo il nono della serie in ordine cronologico, è stato il secondo ad essere scritto da Cornwell, nel 1981.

## Trama
Il libro racconta la storia del capitano Richard Sharpe, ufficiale del 95º Fucilieri, incaricato dal Duca di Wellington di impossessarsi di un ingente quantitativo di oro spagnolo essenziale per finanziare la guerra contro le truppe napoleoniche comandate dal generale Andrea Massena. La storia si svolge nell'agosto 1810 e termina con il racconto della distruzione della città portoghese di Almeida, assediata dalle truppe francesi, a causa dello scoppio della polveriera, nascosta nei sotterranei della cattedrale della città.
La compagnia di Sharpe, accompagnato dal suo fido sergente Harper e dal maggiore Kearsey, che conosce a fondo la zona, si inoltra nel territorio spagnolo occupato dai Francesi per raggiungere il piccolo paese di Casatejada, dove si trova l'oro. Nella zona si trova la banda di El Catolico, un sanguinario comandante della guerrilla: è lui che sa dove l'oro è nascosto, ma occorre convincerlo che la missione è di portare l'oro a Cadice, sede del governo provvisorio spagnolo. Ma El Catolico sa bene che l'oro andrà all'esercito inglese e non intende cederlo. A complicare le cose, si aggiunge la presenza della fidanzata di El Catolico, Teresa, che non è insensibile al fascino di Sharpe.
Impossessatasi dell'oro, e inseguita dagli uomini di El Catolico, furioso per il furto e perché Teresa ha seguito Sharpe, la compagnia inglese si rifugia in Almeida, mentre le truppe francesi stanno perfezionando l'assedio della città. Cox, il comandante della piazzaforte, convinto da Kearsey che l'oro appartiene al governo spagnolo, ordina a Sharpe di restituirlo a El Catolico, che ha inseguito Sharpe fino in Almeida. Un duello con El Catolico, che cerca di recuperare l'oro e vendicarsi di Sharpe e Teresa, finisce con la morte dello Spagnolo.
Sharpe è costretto da Cox a restare in Almeida per partecipare alla difesa della città; tuttavia, determinato ad obbedire all'ordine ricevuto da Wellington, e convinto che l'oro sia la sola speranza per l'esercito inglese di poter resistere, pur di portare a termine la sua missione fa esplodere la polveriera di Almeida per poter fuggire dalla città.

## Personaggi
- Capitano Richard Sharpe, protagonista.
- Sergente Patrick Harper, braccio destro di Sharpe.
- Maggiore Kearsey, esploratore dell'esercito inglese.
- El Catolico, comandante di una banda partigiana spagnola.
- Teresa Moreno, fidanzata di El Catolico
- Sir Arthur Wellesley, duca di Wellington, comandante dell'esercito inglese contro Napoleone.

## Edizioni
- Bernard Cornwell, L'oro di Sharpe (traduzione di Donatella Cerutti Pini), Milano, Longanesi, 2009. ISBN 978-88-304-2642-9.
- Bernard Cornwell, L'oro di Sharpe (traduzione di Donatella Cerutti Pini), Milano, Tea, 2011. ISBN 978-88-502-2402-9.

Inoltre il libro è stato tradotto in varie lingue.